# Salobral del Sahara
El salobral del Sahara es una ecorregión de la ecozona paleártica, definida por WWF, que se extiende por varios enclaves dispersos en el desierto del Sahara, en el Sahara Occidental, Mauritania, Argelia, Túnez, Libia y Egipto.

## Descripción
Es una ecorregión de pradera inundada que ocupa 54.000 kilómetros cuadrados repartidos por varios chotts del oeste y el norte del Sahara. Los chotts son depresiones salinas que se inundan esporádicamente.

## Flora
Es altamente escasa.

## Fauna
Los chotts son hábitats importantes para pequeños roedores y dromedarios.

## Estado de conservación
Relativamente estable/Intacto. Son áreas demasiado salinas para ser cultivadas. La única zona de la ecorregión que alberga una población humana permanente es el oasis de Siwa, en Egipto, debido a sus manantiales que proporcionan un suministro constante de agua.